# احتلال كرومويل لأيرلندا
يشير احتلال كرومويل لأيرلندا أو حرب كرومويل في أيرلندا (1649-1653) إلى احتلال قوات البرلمان الإنجليزي، بقيادة أوليفر كرومويل، لأيرلندا خلال حروب الممالك الثلاث. احتل كرومويل أيرلندا بجيشه النموذجي الجديد باسم البرلمان المتبقي الإنجليزي في أغسطس عام 1649.
أصبحت معظم أيرلندا تحت سيطرة الحلف الأيرلندي الكاثوليكي بعد التمرد الأيرلندي عام 1641. في أوائل عام 1649، تحالف الحلفاء مع الملكيين الإنجليز، الذين هزمهم البرلمانيون في الحرب الأهلية الإنجليزية. وبحلول مايو 1652، هزم الجيش البرلماني بقيادة كرومويل الحلفاء والملكيين في أيرلندا واحتل البلاد، ما أدى إلى إنهاء الحروب الكونفدرالية الأيرلندية (أو حرب الإحدى عشر عامًا). ومع ذلك، استمرت حرب العصابات لمدة عام آخر. أصدر كرومويل سلسلة من قوانين العقوبات ضد الروم الكاثوليك (الغالبية العظمى من السكان) وصادر مساحات كبيرة من أراضيهم.
كانت إعادة الاحتلال البرلماني لأيرلندا وحشيةً، وما يزال كرومويل شخصيةً مكروهةً في أيرلندا. جرى مناقشة مدى مسؤولية كرومويل، الذي كان في القيادة المباشرة للسنة الأولى من الحملة، عن الأعمال الوحشية المرتكبة حتى يومنا هذا. يزعم بعض المؤرخين بأن أفعال كرومويل كانت ضمن قواعد الحرب المقبولة آنذاك، أو بالغ فيها أو شوهها خبراء الدعاية لاحقًا؛ ولكن طعن آخرون في هذه الادعاءات.
كان أثر الحرب على السكان الأيرلنديين شديدًا بلا شك، رغم عدم وجود توافق في الآراء بشأن حجم الخسائر في الأرواح. أسفرت الحرب عن مجاعة تفاقمت بسبب تفشي الطاعون الدبلي. تتراوح تقديرات انخفاض عدد السكان الأيرلنديين نتيجةً لحملة البرلمانيين بين 15 و83 في المئة. رحّل البرلمانيون أيضًا نحو 50 ألف شخص كعمال سخرة. تغطي بعض التقديرات الخسائر السكانية خلال فترة الاحتلال (1649-1652) فقط، بينما يغطي بعضها الآخر فترة الاحتلال حتى 1653 وفترة استيطان كرومويل منذ أغسطس 1652 حتى 1659 معًا.

## خلفية
كان لدى البرلمان الإنجليزي المتبقي، المنتصر في الحرب الأهلية الإنجليزية، والذي أعدم الملك تشارلز في يناير 1649، عدة أسباب لإرسال الجيش النموذجي الجديد إلى أيرلندا في عام 1649.
السبب الأول والأكثر إلحاحًا هو التحالف الموقع عليه عام 1649 بين الحلف الأيرلندي الكاثوليكي، وتشارلز الثاني (الذي أُعلن ملكًا لأيرلندا في يناير 1649)، والملكيين الإنجليز. سمح هذا بإرسال القوات الملكية إلى أيرلندا ووضع قوات الحلف الأيرلندي الكاثوليكي تحت قيادة الضباط الملكيين بقيادة جيمس بتلر، إيرل أورموند. وهدفوا إلى احتلال إنجلترا واستعادة الملكية هناك. كان هذا تهديدًا لم يستطع الكومنولث الإنكليزي الجديد تجاهله.
ثانيًا، كان على البرلمان أيضًا التزام قديم بإعادة احتلال أيرلندا يعود إلى التمرد الأيرلندي في عام 1641. وحتى لو لم يتحالف الحلفاء الأيرلنديون مع الملكيين، كان من المرجح أن البرلمان الإنجليزي سيحاول في النهاية احتلال البلاد لسحق السلطة الكاثوليكية هناك. أرسلوا قوات برلمانية إلى أيرلندا طوال حروب الممالك الثلاث (معظمها بقيادة مايكل جونز في عام 1647). اعتبروا أيرلندا جزءًا من الإقليم الذي تحكمه مملكة إنجلترا بالحق، ولم تخرج عن نطاق سيطرتها إلا مؤقتًا بسبب تمرد عام 1641. رغب العديد من البرلمانيين في معاقبة الأيرلنديين على الفظائع المرتكبة ضد المستوطنين البروتستانت الإنجليز أثناء انتفاضة 1641. وعلاوةً على ذلك، فإن بعض المدن الأيرلندية (ولا سيما ويكسفورد ووترفورد) شكلت قواعد هاجم منها القراصنة الموظفون سفن الشحن الإنجليزية طوال أربعينات القرن السابع عشر.
بالإضافة إلى ذلك، كان على البرلمان الإنجليزي واجب مالي لاحتلال أيرلندا لمصادرة الأراضي هناك لسداد مستحقات دائنيه. وجمع البرلمان قروضًا قدرها 10 ملايين جنيه أسترليني بموجب قانون المغامرين لإخضاع أيرلندا منذ عام 1642، على أساس أن دائنيه سيُسدد لهم بأراضٍ مصادرة من المتمردين الكاثوليك الأيرلنديين. ولتسديد هذه القروض، كان من الضروري احتلال أيرلندا ومصادرة هذه الأراضي. وكان للبرلمانيين أيضًا أسباب سياسية داخلية لإرسال قوات إلى أيرلندا. كان عصيان الجيش في بانبوري وبيشوبسغيت في إبريل ومايو 1649 مزعجًا للجيش النموذجي الجديد، وكان من المحتمل أن مطالب الجنود ستزداد إذا تُركوا خاملين.
أخيرًا، بالنسبة لبعض البرلمانيين، كانت الحرب في أيرلندا حربًا دينية. كان كرومويل وجزءًا كبيرًا من جيشه من التطهريين الذين اعتبروا الروم الكاثوليك مهرطقين، لذا كان الاحتلال بالنسبة لهم حملة صليبية جزئيًا. زُود الحلفاء الأيرلنديين بالأسلحة والمال من البابوية ورحب بهم ممثل البابا بييرفرانشيسكو سكارامبي ولاحقًا السفير البابوي جيوفاني باتيستا رينوتشيني في 1643-1649.

## معركة راثماينز ووصول كرومويل إلى أيرلندا
مع نهاية الحقبة التي عُرفت في أيرلندا باسم الكونفدرالية، في العام 1649، كان المركز الوحيد المتبقي لأنصار البرلمان في أيرلندا موجودًا في دبلن، تحت قيادة الكولونيل جونز. التقت قوة ملكية وكونفدرالية مشتركة بقيادة جيمس باتلر مركيز أورموند في راثماينز، جنوبي دبلن، بهدف الاستيلاء على المدينة وحرمان البرلمانيين من ميناء يمكنهم الرسو فيه. ومع ذلك، شن جونز هجومًا مفاجئًا على قوات الملكية خلال حشدهم في 2 أغسطس، وهو ما أجبرهم على الفرار. ادّعى جونز أنه أردى ما يقارب 4000 جندي ملكي أو كونفدرالي وأسْر 2517 شخصًا.
وصف أوليفر كرومويل المعركة بأنها «نعمة مذهلة، عظيمة جدًا وجاءت في وقتها المناسب لدرجة تضاهي الحلم»، ممّا سهّل وجود ميناء آمن يُتيح لجيشه أن يرسو في أيرلندا، واحتفاظه بالعاصمة. خلال حصار الأميرال روبرت بليك للأسطول الملكي المتبقي بقيادة الأمير روبرت الرايني في كينسيل، وصل كرومويل في 15 أغسطس مصحوبًا بخمس وثلاثين سفينة تحمل القوات والعتاد. وبعد يومين وصل هنري إيريتون بسبعة وسبعين سفينة إضافية.
انسحب جنود أورموند من محيط دبلن في حالة من الفوضى. فقد تراجعت معنوياتهم إثر هزيمتهم غير المتوقعة في راثماينز، ولم يكونوا مستعدين لخوض معركة منظّمة أخرى في وقت زمني قصير. نتيجة لذلك، كان لدى أورموند أمل بالحفاظ على المدن المسوّرة على ساحل أيرلندا الشرقي بغية صدّ تقدم قوات كرومويل حتى حلول فصل الشتاء، الذي كان يأملُ أنْ يُستنزف فيه جنود كرومويل بفضل «الكولونيل جوع والجنرال مرض» (أي، حالات الجوع والوباء).

## حصار دروهيدا
فور وصوله، باشر كرومويل بالاستيلاء على المدن الساحلية الأخرى على ساحل أيرلندا الشرقي، وذلك لتسهيل الإنزال المجدي للإمدادات والتعزيزات القادمة من إنجلترا. كانت دروهيدا أول مدينة سقطت، والتي تقع على بعد 50 كيلومترًا تقريبًا شمال دبلن. ضُرِب حصارٌ على حامية دروهيدا نفّذته كتيبة قوامها 3000 جندي ملكي إنجليزي وجندي كونفدرالي إيرلندي تحت قيادة آرثر أستون. بعد حصار امتدّ لأسبوع، اخترقت قوات كرومويل الجدران التي تحمي المدينة. رفض أستون طلب الاستسلام لكرومويل. في المعركة التي نشبت للاستيلاء على المدينة، أمر كرومويل بعدم التراجع عن أي منطقة فيها، وقُتل غالبية أفراد الحامية والقساوسة الكاثوليك. كما قُتل العديد من المدنيين خلال عمليات نهب المدينة. ضربَ جنود البرلمان أستون بساقه الخشبية حتى فارق الحياة.
استُقبلت أخبار ذبح الحامية في دروهيدا، بما في ذلك بعض أفرادها الذين قُتلوا بعد استسلامهم والبعض الذين لجأوا إلى الكنيسة، استُقبلت بهلعٍ في أيرلندا وما زالت تُضرب كأمثلة عن مدى وحشية كرومويل. يرى توم رايلي في كتابه كرومويل، العدو الشريف بأن ما حدث في دروهيدا لا يُعتبر قاسيًا وفقًا لمعايير حرب الحصار في القرن السابع عشر. وفي كتابه كرومويل المتهم البريء، ادّعى رايلي أن المدنيين لم يكونوا مستهدفين.
بعد سيطرته على دروهيدا، زحف كرومويل بمعظم جيشه جنوبًا بهدف تأمين الموانئ الجنوبية الغربية. أرسل كتيبة قوامها 5000 جندي شمالًا بقيادة روبرت فينابلز لانتزاع شرق أولستر من بقايا جيش المعاهدين الإسكتلندي الذي وصل إليها في العام 1642. هزمت قوات كرومويل الاسكتلنديين في معركة ليسناغارفي (6 ديسمبر 1649)، ثم انضمت إلى جيش برلماني مؤلّف من المستوطنين الإنجليز قريبًا من ديري في غرب أولستر، تحت قيادة تشارلز كوت.

## ويكسفورد، ووترفورد، ودنكانون
بعد ذلك زحف الجيش النموذجي الجديد جنوبًا لتأمين موانئ ويكسفورد، ووترفورد، ودونكانون. شهِدت مدينة ويكسفورد فظائع مُريعة أخرى: نهب ويكسفورد، الذي وقع عندما اجتاحت القوات البرلمانية المدينة ونهبتها خلال المفاوضات بشأن استسلامها، وهو ما أدى إلى مقتل 2000 جندي و1500 تقريبًا من سكان المدينة، وحرْق جزءٍ كبير من المدينة. ما تزال مسؤولية كرومويل عن أحداث نهب ويكسفورد محطّ خلاف. إذ لم يأمر كرومويل بالهجوم على البلدة، وكان منخرطًا في عمليات التفاوض على استسلامها عندما اقتحمت قواته البلدة. من جهة أخرى، يشير منتقدوه إلى أنه لم يبذل الجهد الكافي لوقْف قواته، أو لمعاقبتهم بعد ذلك على تصرفاتهم.
يمكن القول أن نهب ويكسفورد قد أتى بنتائج عكسية أثّرت بالبرلمانيين إلى حد ما. فقد أسفر تدمير المدينة إلى عدم تمكّن البرلمانيين من استخدام مينائها كقاعدة لإمداد قواتهم في أيرلندا. ثانيًا، أدّت الأفعال المتطرّفة التي وقعت في دروهيدا وويكسفورد إلى ردات فعل مختلطة. وربما كانت تلك التصرفات تهدف إلى ثني الأهالي عن المزيد من المقاومة. اعتبرت الأغلبية الأيرلندية الغاليّة تلك المدن إنجليزية من الناحية الثقافية؛ وعندما شهِدوا الطريقة الوحشية التي عُوقب بها الأنجلو-إيرلنديين، فكان لا بُدّ أن يتوقع الأيرلنديون الغاليّون معاملةً أسوأ ما لم يرضخوا للقوات الغازية.
اعتقد القائد في القوات الملكية أورموند أن التكتيكات الإرهابية لجيش كرومويل قد خلّفت أثرًا مثبّطًا على قواته. وبالنتيجة فقد استسلمت بلدات مثل نيو روس وكارلو بعد ذلك وفقًا لشروط قوات كرومويل التي حاصرتها. من جهة أخرى، أطالت المذابح التي لحقت بحامية دروهيدا وويكسفورد نفَس المقاومة في أماكن أخرى، حيث أقنعت تلك الأحداث العديد من الكاثوليك الأيرلنديين بأنهم سيُقتلون حتى في حال استسلامهم.
لم تستسلم مدن مثل ووترفورد، ودنكانون، وكلونميل، ولايمريك، وغالوي سوى بعد مقاومة شرسة. لم يتمكن كرومويل من  إخضاع ووترفورد أو دنكانون، واضطر الجيش النموذجي الجديد إلى التراجع إلى قواعد الشتاء، حيث توفي العديد من الجنود بسبب الأمراض، لا سيّما التيفوئيد والزحار. في نهاية المطاف، استسلمت مدينة ووترفورد وبلدة دنكانون الساحليتان بعد حصار طويل في العام 1650.

## كلونميل وغزو مونستر
في ربيع ذلك العام، استولى كرومويل على باقي المدن المسوّرة في جنوب شرق أيرلندا –وخصوصًا العاصمة الكونفدرالية كيلكيني، التي استسلمت بشروط. لقيَ الجيش النموذجي الجديد نكستَه الخطيرة الوحيدة في أيرلندا في حصار كلونميل، حيث انكسرت موجات هجومه على أسوار البلدة، ومُني بخسارة وصلت إلى 2000 جندي. ورغم ذلك فقد استسلمت المدينة في اليوم التالي.
اختلفت معاملة كرومويل مع كيلكيني وكلونميل عنها في دروهيدا وويكسفورد. إذ بالرغم من تكبُّد قواته خسائر فادحة خلال الهجوم على كيلكيني وكلومنيل، فقد التزم كرومويل بشروط الاستسلام التي ضمنت سلامة حياة وممتلكات سكان البلدة وإجلاء القوات الأيرلندية المسلحة التي كانت تدافع عنهم. من المحتمل أن تغيّر أسلوب المعاملة الذي اتّبعه القائد البرلماني كان بمثابة اعتراف منه أن القسوة المفرطة تسبّبت في إطالة أمد المقاومة الأيرلندية. ومع ذلك، ففي حالة دروهيدا وويكسفورد، لم  يكن ثمة مفاوضات بخصوص الاستسلام، ووفقًا لقواعد حرب الحصار الأوروبية السائدة في منتصف القرن السابع عشر، فإن ذلك كان يعني عدم التنازل عن أي منطقة. وهكذا، يمكن القول إن موقف كرومويل لم يتغير فعليًا.
كانت قوات أرموند الملكية ما تزال تسيطر على غالب مونستر، لكن طوّقتها قواتٌ منشقة من الحامية نفسها في أيرلندا. واصلت القوات البروتستانتية البريطانية قتالها من أجل البرلمان حتى العام 1648، وسئمت القتال إلى جانب القوات الكونفدرالية. سلمت قواتهم المتمردة كورك ومعظم مونستر إلى كرومويل وألحقوا الهزيمة بالحامية الأيرلندية المحلية في معركة ماكروم. تراجعت القوات الأيرلندية والملكية إلى ما وراء نهر شانون إلى كوناكت، وتراجعت قوات مونستر المتبقية إلى مقاطعة كري المنيعة.